# Мотокрос свободен стил
Мотокрос свободен стил (среща се и като фристайл мотокрос, фрийстайл мотокрос) е вариант на спорта мотокрос, при който състезателите изпълняват различни скокове и каскади, след което се оценяват от жури. Състезанията се провеждат на терен, който не е подготвен специално за целта, често в неизползвани обществени земи.